# Lúcio Júnio Bruto
Lúcio Júnio Bruto (em latim: Lucius Iunius Brutus) foi um personagem lendário, considerado o fundador da República, e um dos dois primeiros cônsules de Roma, em 509 a.C., juntamente com Lúcio Tarquínio Colatino.
Segundo a tradição romana (talvez lendária), articulou a queda do último rei Tarquínio, o Soberbo após o estupro e martírio da jovem Lucrécia. A história foi contada por Lívio em sua obra Ab Urbe Condita e trata-se de um período da história de Roma para o qual não sobreviveram registros históricos confiáveis, uma vez que virtualmente todos os registros foram destruídos pelos gauleses durante a Batalha de Ália ou se perderam com o tempo.

## Família
Seu pai era Marco Júnio (Marcus Iunius), descendente de um dos colonos que vieram com Eneias depois da Guerra de Troia, e sua mãe era Tarquínia, filha do quinto rei de Roma, Lúcio Tarquínio Prisco e irmã do sétimo, Tarquínio Soberbo. É considerado um ancestral da gente Júnia, que incluía Bruto e Décimo Júnio Bruto, dois dos conspiradores responsáveis pelo assassinato de César em 44 a.C., o evento que desencadeou as guerras que acabaram com a República, e parente de Lucrécia, a nobre que foi estuprada pelo primeiro filho do rei Lúcio Tarquínio Soberbo, Sexto Tarquínio, e o estopim da revolução.

Traição e punição
Lúcio Júnio Bruto, foi um exemplo de justiça implacável, apesar de que, ao executá-la, devesse sentir o coração partido de dor. Com  efeito, tendo seus filhos tomado parte de uma conspiração com o fim de restaurar o trono dos Tarquínio, Bruto, inteirado da verdade, em vez de usar de seu poder para dar-lhes o perdão, proferiu a sentença que mereciam como traidores e, antepondo os deveres para com a pátria ao amor pela família, condenou à morte os próprios filhos. [carece de fontes?]

## Contexto
Durante o tempo dos Tarquínios, o reino estendera-se até atingir cerca de 800 km², e a cidade tinha uns 35 mil habitantes. As cidades latinas reconheciam a força do rei romano e eram-lhe servis. Contudo, o ambiente em Roma não era nada amigável para estes reis etruscos. Em anos anteriores os reis convidaram as famílias nobres da cidade para que o aconselhassem, numa reunião chamada senado. Quando faleceu Sérvio Túlio, o novo rei Tarquínio recusou convocar estes nobres, e estes ofenderam-se. Nesta época foi-lhe dado o apelido de Soberbo (Superbus).

## Queda da monarquia romana

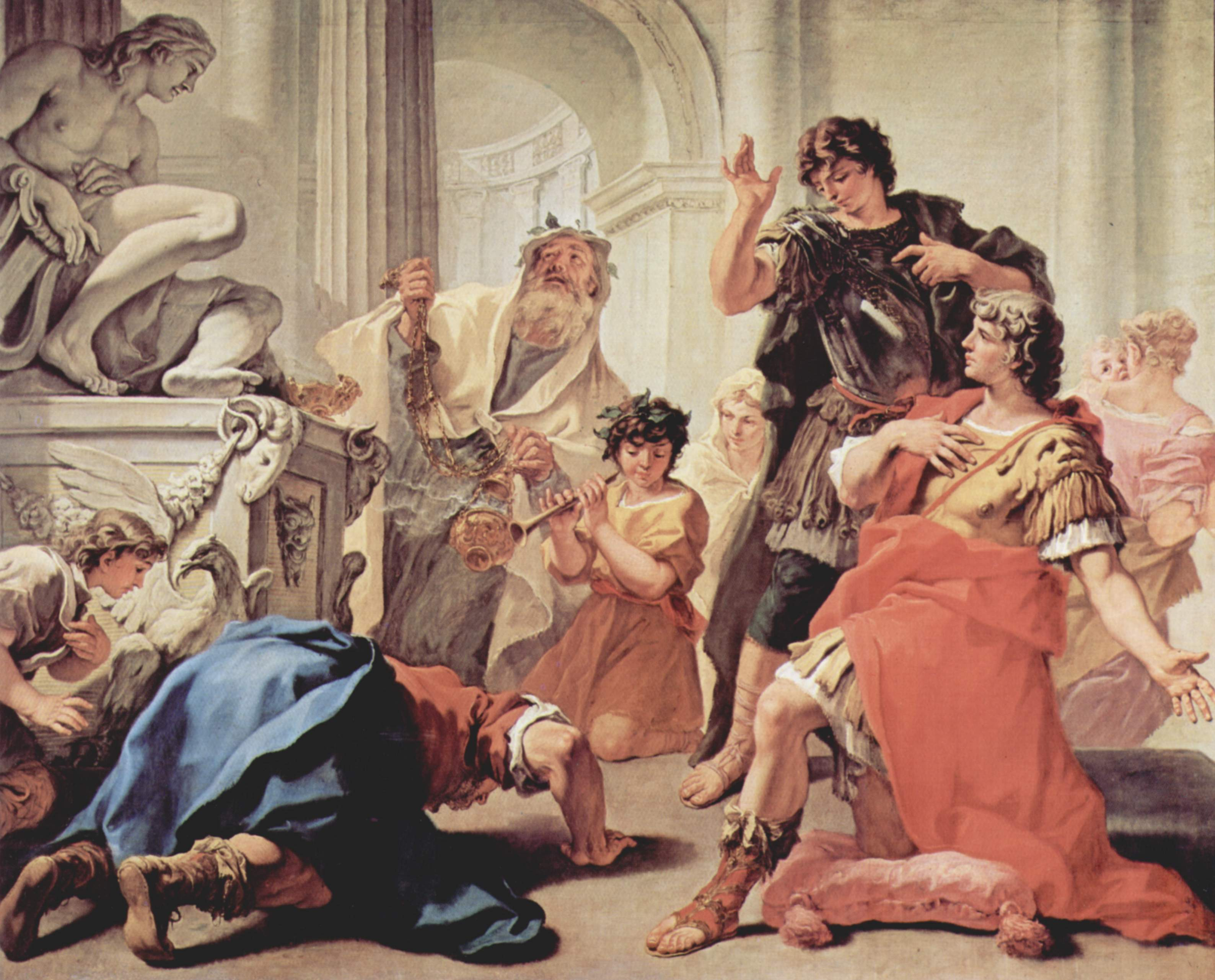
Bruto beijando o chão
Sebastiano Ricci, 1700-1704, Galeria Nacional de Pádua, Itália

Segundo Lívio, Bruto tinha muitas reservas em relação ao seu tio rei, entre elas o fato de Tarquínio ter condenado à morte vários dos mais proeminentes romanos, incluindo seu irmão. Ele próprio evitou a desconfiança da família de Tarquínio fingindo ser lento no pensamento (a palavra latina "brutus" significa "bronco").
Ele acompanhou os filhos de Tarquínio numa visita ao Oráculo de Delfos. Eles perguntaram ao oráculo quem seria o próximo rei de Roma e receberam a resposta que seria a próxima pessoa a beijar "sua mãe". Bruto interpretou "mãe" como sendo a "Terra" e fingiu tropeçar para poder beijar o chão. Bruto, juntamente com Espúrio Lucrécio Tricipitino, Públio Valério Publícola e Lúcio Tarquínio Colatino, foi convocado por Lucrécia a Collatia depois de ter sido estuprada por Sexto Tarquínio, o filho do rei. Lucrécia, acreditando que o crime desonrava a ela própria e a sua família, se matou esfaqueando a si própria com uma adaga depois de relatar o ocorrido ao grupo. Segundo a lenda, Bruto, ao tirar a adaga do peito de Lucrécia depois de sua morte, imediatamente clamou pela queda dos Tarquínios.
Os quatro juntaram os jovens de Collatia e foram para Roma, onde Bruto, que era, na época, tribuno dos céleres (em latim: tribunus Celerum), convocou o povo até o Fórum Romano e exortou-os a se revoltar contra o rei. O povo votou pela deposição de Tarquínio e pelo banimento da família real. Bruto, depois de deixar Lucrécio no comando da cidade, seguiu, acompanhado por homens armados, até o acampamento do exército romano que ficava em Ardea. O rei, que estava lá, soube dos eventos em Roma e deixou o acampamento para tentar chegar em Roma antes da chegada de Bruto. O exército recebeu Bruto como um herói e os filhos do rei foram expulsos. Soberbo, enquanto isso, não recebeu permissão para entrar em Roma e acabou fugindo com sua família para o exílio

## Juramento de Bruto
Segundo Lívio, o primeiro ato depois da expulsão de Soberbo foi juntar o povo para que fosse realizado um juramento coletivo no qual os cidadãos romanos jamais permitiriam que uma pessoa reinasse sobre Roma novamente.
| Latim: "Omnium primum avidum novae libertatis populum, ne postmodum flecti precibus aut donis regiis posset, iure iurando adegit neminem Romae passuros regnare." | Português: "Antes de tudo, ao realizar este juramento de que eles não tolerariam que ninguém reinasse sobre Roma, ele forçou o povo, que ansiava pela nova liberdade, a não ser mais atraído por súplicas ou subornos de reis." |

Este juramento foi, fundamentalmente, uma nova versão do "juramento privado" realizado pelos conspiradores.
| Latim: "Per hunc... castissimum ante regiam iniuriam sanguinem iuro, vosque, di, testes facio me L. Tarquinium Superbum cum scelerata coniuge et omni liberorum stirpe ferro igni quacumque dehinc vi possim exsecuturum, nec illos nec alium quemquam regnare Romae passurum." | Português: "Por este sangue inocente perante a injustiça real eu juro — vocês e os deuses como minhas testemunhas — ser aquele que vai processar, com toda minha força, Lúcio Tarquínio Soberbo juntamente com sua maligna esposa e toda a casa de seus filhos livres pela espada, pelo fogo ou por qualquer outro meio, para que nem eles e nem ninguém mais possa reinar sobre Roma." |

Não existe consenso acadêmico sobre a veracidade histórica deste juramento; ele é relatado, de forma diferente, por Plutarco ("Poplicola", 2) e Apiano (Guerras Civis 2.119). Porém, é inegável que o espírito presente no juramento inspirou os romanos em diversas ocasiões, incluindo Marco Júnio Bruto, seu descendente e um dos assassinos de César.

## Consulado e morte

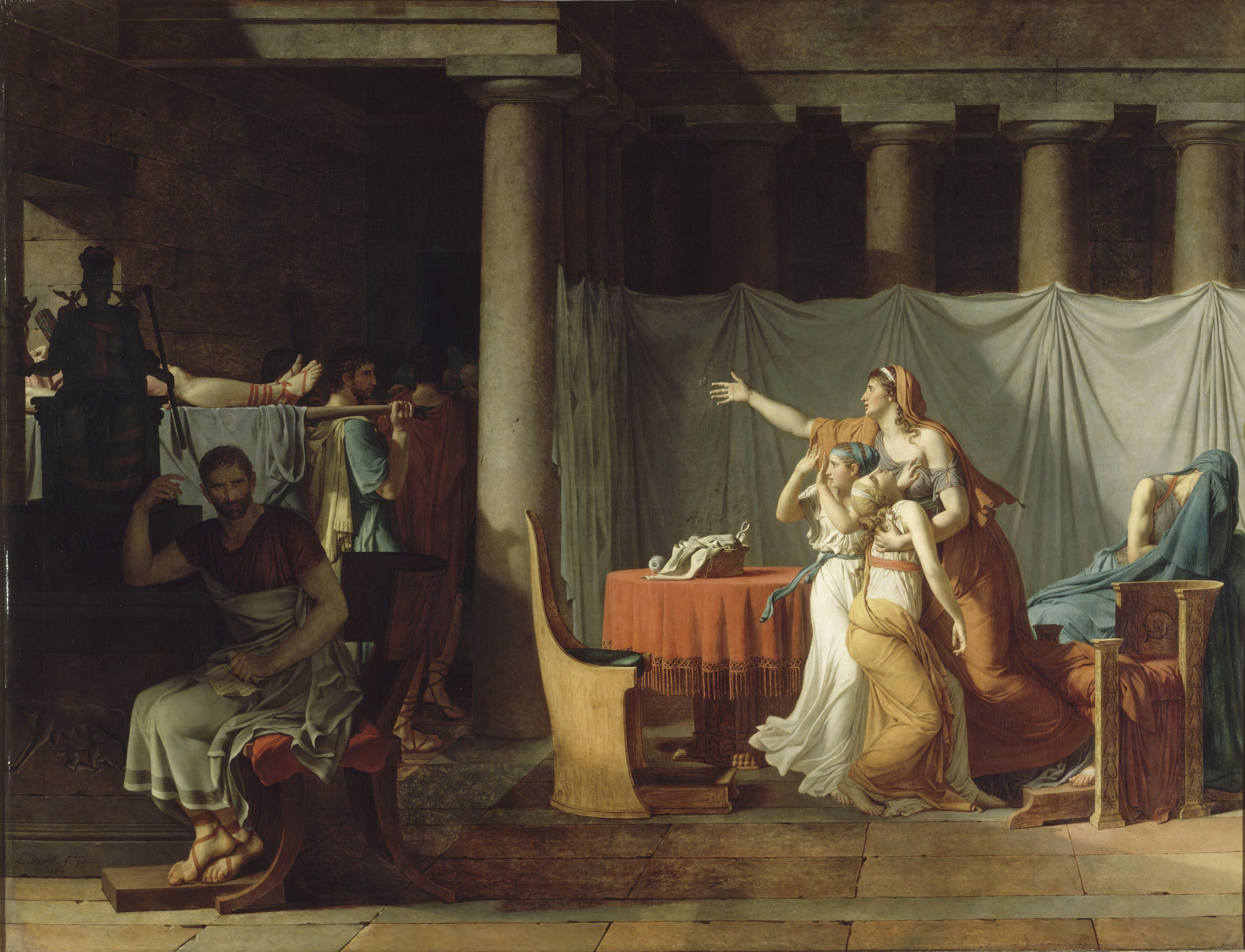
Os Lictores Levando a Bruto os Corpos de seus Filhos
Jacques-Louis David, 1789, Museu do Louvre, França

Bruto e o enlutado marido de Lucrécia, Lúcio Tarquínio Colatino, foram eleitos como os primeiros cônsules de Roma no mesmo ano, 509 a.C.. Bruto, porém, insistiu que Colatino renunciasse sob o pretexto de que ele era um Tarquínio e Roma não seria livre até a expulsão todos os Tarquínios. Colatino viu-se pressionado e renunciou, exilando-se na povoação latina de Lanúvio. Depois o senado decretou que todos os Tarquínios deviam exilar-se, e o povo escolheu Públio Valério Publícola amigo de Bruto, como novo cônsul. Aparentemente, ninguém reparou  no fato de Bruto ser um parente mais próximo dos reis que o exilado Colatino (embora Bruto não portasse o nome Tarquínio). Depois do juramento, Bruto repôs o número de senadores para 300 escolhendo entre os mais proeminentes homens da ordem equestre. Os novos cônsules também criaram o novo cargo de rei das coisas agradas para realizar as tarefas religiosas que eram realizadas antes pelos reis.

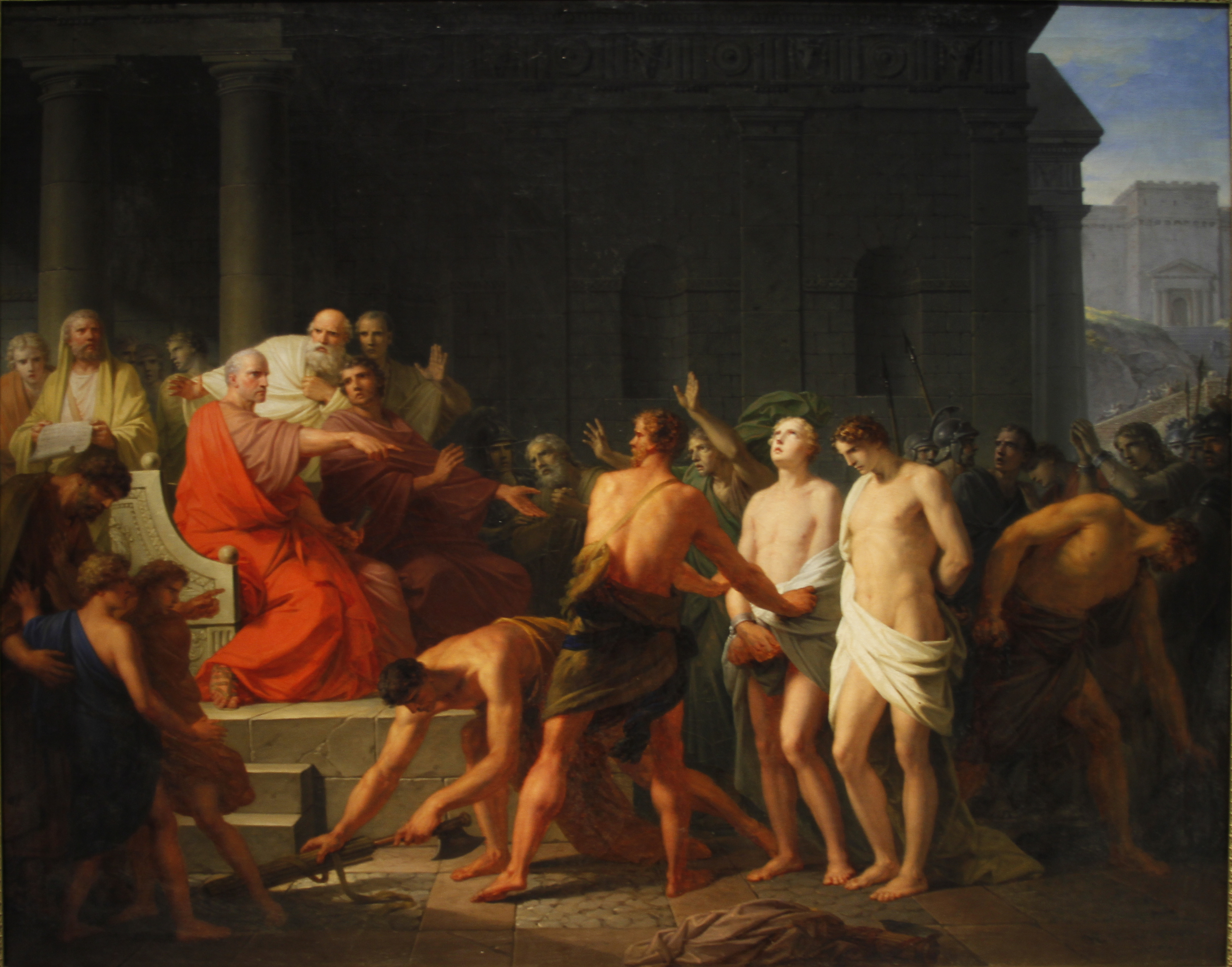
Bruto Sentencia seus Filhos à Morte
Heinrich Friedrich Füger, Staatsgalerie Stuttgart, Alemanha

Durante seu consulado, a família real tentou reconquistar o trono, primeiro enviando embaixadores numa tentativa de subverter alguns dos mais importantes cidadãos romanos, o que ficou conhecido como Conspiração Tarquiniana. Entre os conspiradores estavam dois cunhados de Bruto, irmãos de sua esposa Vitélia, e dois de seus filhos, Tito Júnio Bruto e Tibério Júnio Bruto. A conspiração foi descoberta e os cônsules determinaram a pena de morte aos envolvidos. Bruto ganhou muito respeito entre seus concidadãos pelo sua postura estoica ao assistir a execução de seus próprios filhos, mesmo tendo revelado sua tristeza durante o ato.
Tarquínio tentou novamente recuperar o trono logo depois da Batalha de Silva Arsia, liderado as forças da cidade etrusca de Tarquinia e de Veios . A cavalaria se juntou à batalha e os rebeldes, percebendo a presença de lictores, confirmaram que um cônsul estava presente. Logo depois, confirmaram que o próprio Bruto comandava o ataque. Bruto e Arruns Tarquínio, filho de Tarquínio Soberbo, que eram primos, atacaram um ao outro e se feriram mutuamente de morte com suas lanças. A infantaria logo entrou no combate, cujo resultado ficou incerto por algum tempo. A ala direita de cada um dos exércitos triunfou, com o exército de Tarquinia forçando o recuo dos romanos e os veios sendo completamente aniquilados. Porém, as forças etruscas acabaram fugindo do campo de batalha, entregando a vitória aos romanos.
O outro cônsul, Valério Publícola, depois de celebrar um triunfo pela vitória, organizou um magnífico funeral para Bruto. As nobres romanas vestiram o luto por um ano para relembrar a violação de Lucrécia

## Bruto na arte e na literatura
Lúcio Júnio Bruto é citado na peça "Júlio César", de Shakespeare ("Cássio a Marco Bruto, ato 1, cena 2). Uma das principais acusações da facção senatorial que conspirou contra Júlio César depois que ele forçou o Senado Romano a declará-lo ditador perpétuo foi de que ele estaria tentando se fazer rei e um co-conspirador, Cássio, instigou Marco Júnio Bruto, um pretenso descendente de Lúcio Júnio Bruto, a se juntar à conspiração fazendo referência ao seu ancestral:
| Inglês: "O, you and I have heard our fathers say, There was a Brutus once that would have brookt Th'eternal devil to keep his state in Rome As easily as a king." | Português: "Oh! Ambos nós de nossos pais ouvimos Que outro Bruto já houve, que aceitara com igual disposição em Roma a corte postar o diabo ou um rei." |

Além disto, Lúcio aparece ainda em outra peça de Shakespeare, como personagem principal em "The Rape of Lucrece", e na tragédia da época da Restauração (1680) "Lucius Junius Brutus; Father of his Country", de Nathaniel Lee.
Bruto foi também um herói do republicanismo na época do Iluminismo e do neoclassicismo. Em 1789, às vésperas da Revolução Francesa, o pintor Jacques-Louis David exibiu uma obra de forte carga política, "Os Lictores Levando a Bruto os Corpos de seus Filhos", causando grande controvérsia.